# Norra Örasjötjärnen
Norra Örasjötjärnen är en sjö i Bräcke kommun i Jämtland och ingår i Ljungans huvudavrinningsområde. Sjön har en area på 0,0683 kvadratkilometer och ligger 377,2 meter över havet.

## Delavrinningsområde
Norra Örasjötjärnen ingår i det delavrinningsområde (695659-151590) som SMHI kallar för Utloppet av Västanbäck-Örasjön. Medelhöjden är 398 meter över havet och ytan är 2,28 kvadratkilometer. Räknas de 3 avrinningsområdena uppströms in blir den ackumulerade arean 23,66 kvadratkilometer. Tivsjöån (Öraån) som avvattnar avrinningsområdet har biflödesordning 4, vilket innebär att vattnet flödar genom totalt 4 vattendrag innan det når havet efter 116 kilometer. Avrinningsområdet består mestadels av skog (85 procent). Avrinningsområdet har 0,32 kvadratkilometer vattenytor vilket ger det en sjöprocent på 13,8 procent.